# سیارک ۵۲۹۷۵
سیارک ۵۲۹۷۵ (به انگلیسی: 52975 Cyllarus، نامگذاری:1998TF35) پنجاه و دو هزار و نهصد و هفتاد و پنجمین سیارک کشف شده‌است که در ۱۲ اکتبر ۱۹۹۸ کشف شد.